# Montejurra (revista)
Montejurra fue una revista mensual española, publicado entre 1960 y 1971. Con sede en Pamplona fue distribuida principalmente en Navarra y en el norte de España, aunque las copias prepagadas se enviaban por correo a destinatarios de todo el país. Su circulación no está clara; en un momento los editores señala que esperaban tener 20.000 suscriptores. La publicación mensual llevaba formato de revista política y evolucionó de un bolteín de texto de 4 páginas a una revista ilustrada de 44 páginas parcialmente a color; en conjunto se llegaron a publicar 106 números. Políticamente, Montejurra fue claramente identificada como periódico carlista. Su lanzamiento estuvo relacionado con el hecho de que el Carlismo adoptase una posición conciliadora hacia franquismo; siguió con una postura más ambigua para ir pasando a posiciones cada vez más críticas, desde mediados de los años 1960 donde mensualmente sufría las intervenciones de censura para, finalmente, ser clausurado por la autoridad administrativa. El consejo editorial de Montejurra estaba controlado por miembros de la facción progresista y las publicaciones mensuales resultaron vitales en su apuesta de control del movimiento; su hilo principal fue la promoción de la dinastía Borbón-Parma, en especial del príncipe Carlos Hugo.

## Contexto general

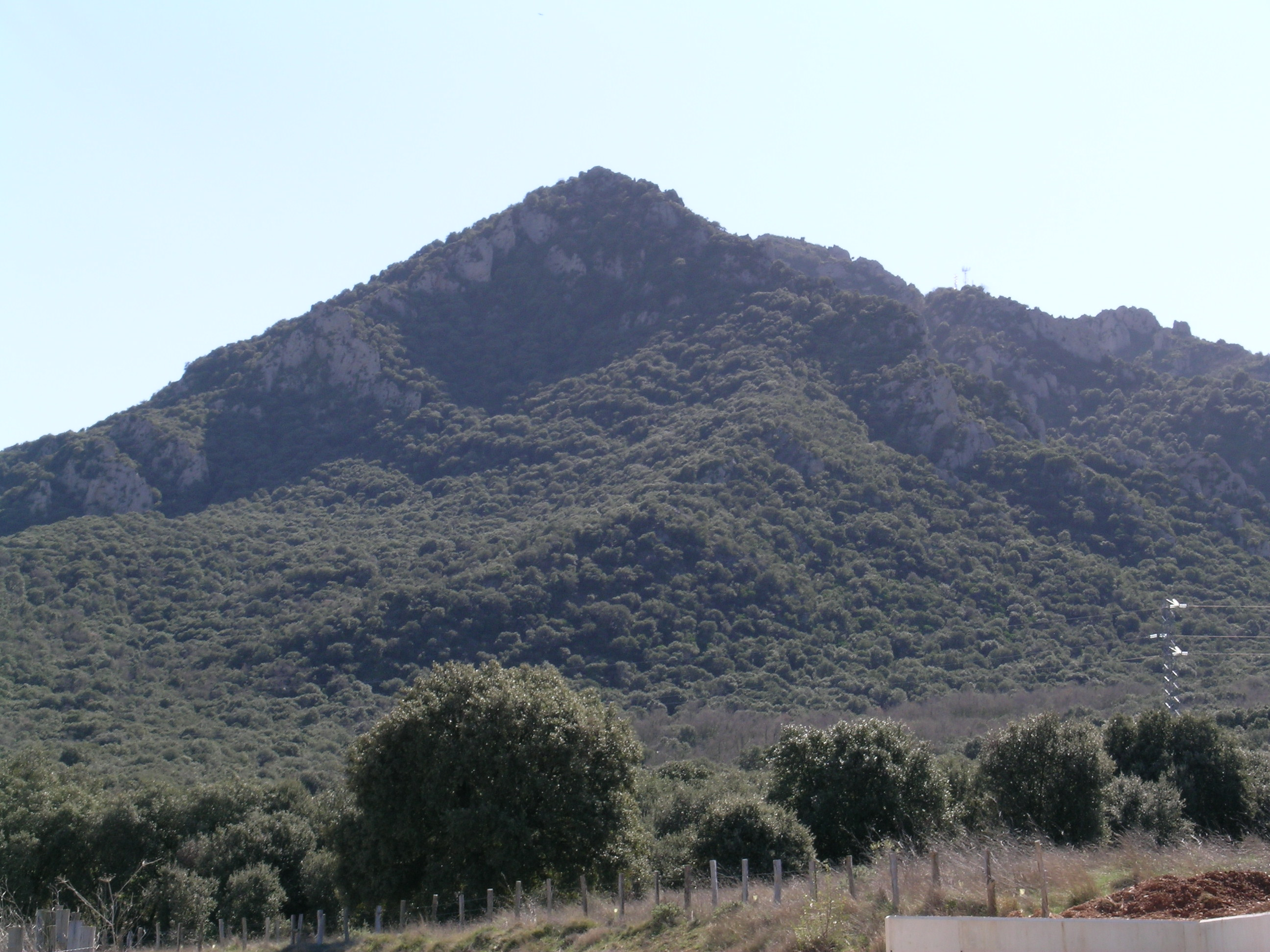
El Alto de Montejurra (Estella).

Montejurra se estableció como un servicio mensual privado, aunque no está claro si su propietario, Eugenio Arraiza Vilella, desde el principio actuó como responsable de las estructuras carlistas semi-legales; en etapas posteriores la propiedad se transfirió a una compañía dedicada. Inicialmente el periódico operó con autorización bastante imprecisa por parte de la administración. Más tarde, en 1964, este le concedido una licencia formal del Ministerio de Información y Turismo. Habiendo asumido una forma profesional y tecnológicamente avanzada, desde mediados de la década de 1960 Montejurra ingresó a los canales de distribución regulares. Su rendimiento comercial no está claro; las ediciones mensuales lo más probable es que funcionaran al filo de la rentabilidad. La administración estuvo compuesta de periodistas locales de Pamplona; la mayoría de los 200 autores registrados proporcionaron unas pocas contribuciones, aun así algunos de ellos destacan para sus escritos sistemáticos. El título "Montejurra" se refería a la montaña cercana de la ciudad navarra de Estella, lugar de batallas durante las guerras carlistas del siglo XIX y, desde entonces, un icono que forma parte de la imaginería mítica carlista.

### Propiedad
Algunos autores afirma que el precedente de Montejurra fue un boletín, El Fuerista, publicado en Pamplona a finales de los años 1950, aunque no indican más detalles. El periódico fue fundado en 1960 por el Capitán de Ingenieros Tomás Martorell Rosáenz y, después de su éxito, en 1964 comenzó una nueva etapa bajo la dirección del conocido arquitecto navarro y anterior miembro del Ayuntamiento de Pamplona Eugenio Arraiza Vilella; en su juventud un carlista activo y más tarde un carlista que soportó el régimen franquista, fue lo bastante rico para proporcionar la financiación inicial y lo bastante prestigioso para figurar al frente. No está claro en qué grado la iniciativa estuvo coordinada por la jefatura del partido o cofinanciada por las estructuras carlistas; los primeros números contenían el subtítulo "Boletín de la Juventud Carlista de Navarra", publicado ya en 1961. Hasta noviembre de 1964, la revista estuvo bajo el control del grupo dirigido por Tomás Martorell; ya a mediados de 1963 Arraiza sugirió al entonces dirigente político carlista José María Valiente que se creara una compañía matriz para publicar la revista como sociedad anónima. La propuesta fue aceptada y tal compañía se materializó; ni su nombre ni estructura de propiedad están claros. Según Vázquez de Prada, Montejurra estuvo a punto de convertirse en el "Boletín de los Círculos Vázquez de Mella" Aunque se sabe que en 1964 la Comunión Tradicionalista lanzó un propuesta de suscripción para miembros de la organización. Es sabido que la familia Arraiza mantuvo una posición clave; tras la muerte de Arraiza Vilella en 1968 lo fueron sus hijos, José Fermín y Juan Pedro Arraiza Rodríguez-Monte, quienes se hicieron cargo. Ambos simpatizantes de la facción progresista dentro del Carlismo se aseguraron de que la competencia tradicionalista nunca pudiera tomar el control de Montejurra, como ya pasó en 1970 con el diario carlista de Pamplona El Pensamiento Navarro.

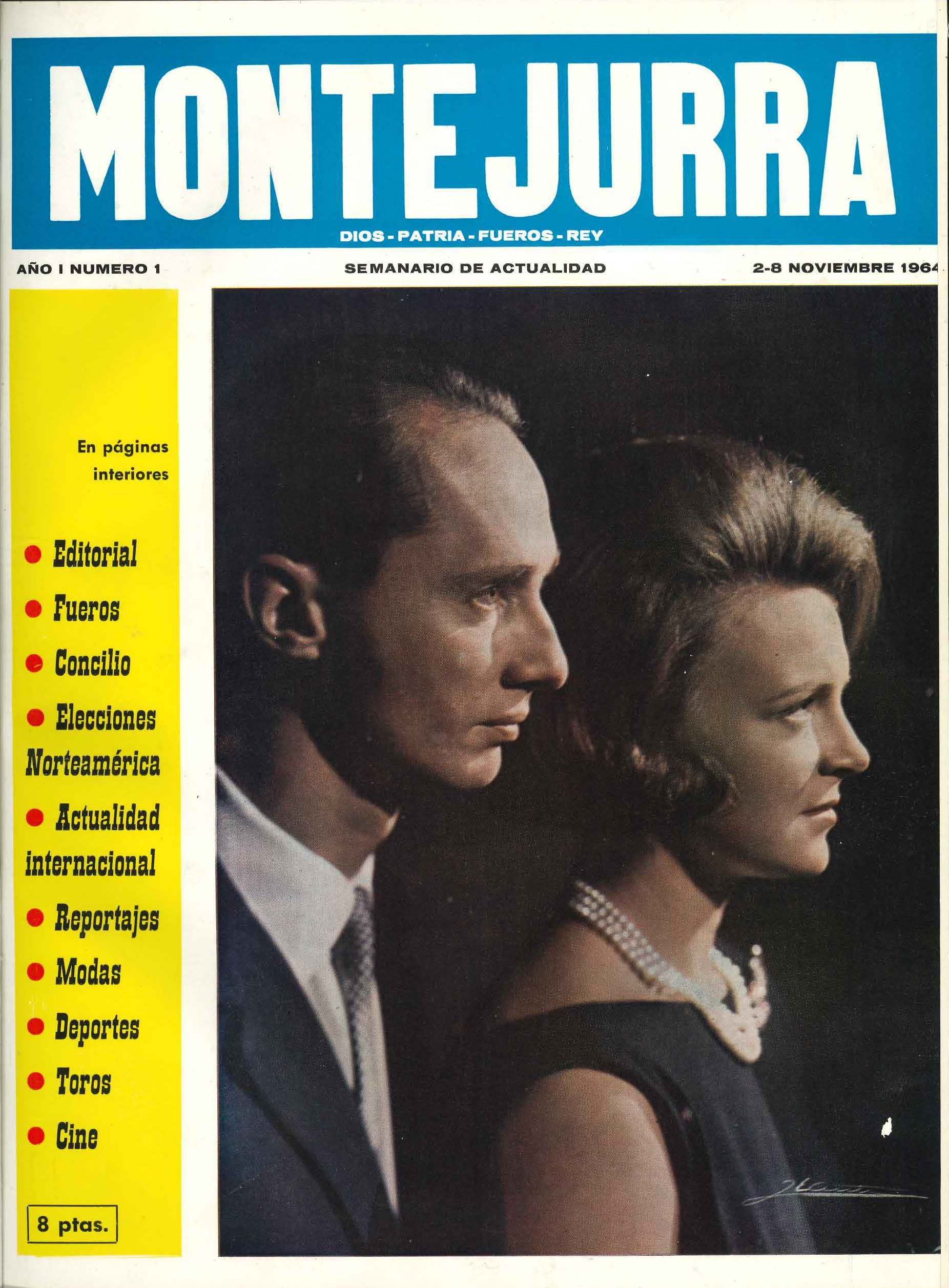
Portada revista Montejurra 1964

### Fases
En base al cambio de formato de la revista el ciclo de vida de Montejurra se podría dividir en 3 fases. La primera fase duró de 1960 a mitades de 1963, cuando el boletín mensual parecía inicialmente sencillo y hasta mostrarse cada vez más ambicioso. Publicado en hojas de 35x25 cm, las publicaciones contenían casi ninguna o pocas fotografías o imágenes de calidad bastante pobre, con un diseño de texto normalmente en dos columnas y un número de las páginas creciente de 4 a 12. La segunda fase duró de mediados de 1963 a finales de 1964, cuándo Montejurra se convirtió más en una revista. La medida de hoja fue ampliada a 42x32 cm, las cubiertas tuvieron una foto a toda página, el diseño era más dinámico, se introduce el color rojo en los titulares y los gráficos y las fotografías empezaron para ser omnipresentes; el número de páginas variaba de 8 a 14. La tercera fase duró de finales de 1964 hasta 1971, cuando Montejurra asumió la forma de una revista profesional, quizás semejante a un semanario más que a un publicación mensual. Se redimensionó al original de 32x25 cm, se introdujo la portada a todo color y en algunas  fotos del interior, y el texto se estructuró en 4 columnas; el diseño ganó aún más dinamismo, con recuadros, gráficos de texto e introducción de nuevas fuentes tipográficas. Las publicaciones normalmente superaban las 28 páginas, alcanzando en ocasiones las 44.

### Licencias

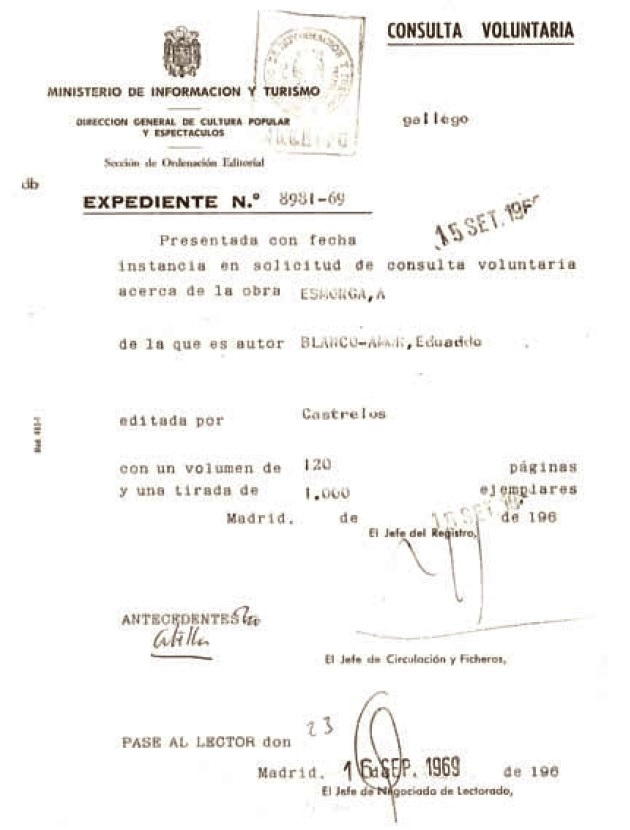
Certificado del Ministerio de Información y Turismo (órgano censor)

Cuando fue lanzada en 1960, a Montejurra no se le concedió ninguna licencia oficial. Como la revista tenía sede en Pamplona, formalmente su aparición en el mercado fue posible gracias al permiso verbal de gobernador civil de Navarra, una decisión que sin duda se consultó previamente con las adecuadas autoridades centrales de Madrid. Esta floja postura oficial cambió probablemente cuando la publicación fue asumida por una sociedad anónima en 1963. En este momento a la compañía se le concede el Depósito Legal, un número de registro oficial; se le habilita contratos de impresión con compañías profesionales, en el caso de Montejurra con la ubicada en Pamplona Gráficas Navarra. Un paso más en el camino a la institucionalización plena de la revista fue la licencia formal emitida por el Ministerio de Información y Turismo, el órgano responsable de la oficina de censura. En este punto la numeración de Montejurra cambia en sus números secuenciales, también porque se pasa de una frecuencia mensual a una semanal; en noviembre de 1964 en vez de emitir el nº 47 subsiguiente fue numerado como el primer número. El plan falló y a principios de 1965 Montejurra vuelve pronto a un formato mensual, aunque la licencia de oficial le permitía una distribución comercial estándar. Tras una serie de multas impuestas e intervenciones, el ministerio le retiró la licencia en abril de 1971, lo que forzó la clausura de la publicación mensual.

### Rendimiento comercial
Ninguna de las fuentes consultadas proporciona información sobre la situación financiera de Montejurra, su rendimiento comercial o de asuntos empresariales relacionados en general; por ello, todas las opiniones se basan en especulaciones. Es evidente que durante el lanzamiento, la publicación mensual era principalmente de aventura política, no comercial, y su objetivo principal era movilizar el apoyo al Carlismo, no generar beneficios. Se sabe que inicialmente la familia de Arraiza proporcionó toda o la mayoría de la financiación, aun así no está claro si durante primeros años de funcionamiento de Montejurra era una carga financiera tan pesada que llevó a sugerir la transferencia de la propiedad familiar a un sociedad anónima. No obstante, a mediados de los años 60 el rotativo mensual pudo haber sido bastante exitoso; su estándar técnico mejoró drásticamente, los números contenían cada vez más páginas y la red de distribución se ampliaba. El alcance global de Montejurra permanece poco claro; en 1960 se publican unas 5,000 copias, pero más tarde en un punto de la revista se apunta a 20.000 suscriptores, en las condiciones de mercado español de entonces era un resultado bastante satisfactorio para una publicación mensual especializada en política. A mediados de la década Montejurra empezó a publicar anuncios, normalmente de compañías con sede en Navarra y Vascongadas, p. ej. bancos o pequeños comercios. No está claro si Montejurra produjo algún beneficio económico, pero sí que no fueron problemas financieros los que forzaron el cierre de la revista.

### Gestión
Aunque parece claro que la familia Arraiza era la principal propietaria de la revista Montejurra, inicialmente se ignora quién dirigía de hecho la publicación, ya fuese como redactor jefe o como gerente empresarial. Hasta 1966 ninguno de los números nombraba quien era el director, el editor o el redactor jefe; los editoriales iban sin firma y por el énfasis parecían ser obra de un trabajo colectivo. Las investigaciones historiográficas sobre el Carlismo de principios de la década de los 60 normalmente destacan a Ramón Massó Tarruella y Pedro J. Zabala Sevilla como ingenieros claves de la campaña de propaganda montada por el sector progresista del Carlismo, aun así no se sabe si residían en Madrid, estaban en disposición de dirigir la publicación mensual con sede en Pamplona. El primer individuo destacado como "director" fue en 1966 Juan Indave Nuin, un joven de 35 años que participó anteriormente en varias iniciativas carlistas de radio y de prensa. Más tarde, en 1966 es reemplazado por María Blanca Ferrer García, también mediada la treintena y que además de colaborar en varios medios navarros de prensa también era poeta; ocupó el cargo hasta principios de 1970. En este punto, Victorino del Pozo Barbero se convierte en su sustituto provisional, mientras la última directora de Montejurra fue Fermina Gil González; no se conoce ningún detalle sobre ella. Se observa que Montejurra experimentó en dos ocasiones una gran rotación de personal: en 1964, lo que probablemente estuvo relacionado con la marginación de Massó; y en 1968, cuando se unieron algunos licenciados de la Facultad de Periodismo de la Universidad de Navarra en Pamplona; estuvieron dirigidos por Fernando García Romanillos. Desde principios de 1968 hasta el último número, José Maria Echarri Loidi figuró como "administrador".

### Colaboradores importantes
| Colaboradores claves |                          |       |         |
| Núm                  | Nombre                   | Veces | Periodo |
| 1                    | José Carlos Clemente     | 40    | 1965-71 |
| 2                    | Raimundo de Miguel       | 36    | 1965-71 |
| 3                    | Pedro J. Zabala          | 30    | 1961-71 |
| 4                    | Antonio M. Solís-García  | 20    | 1962-68 |
| 5                    | Evaristo Olcina Jiménez  | 18    | 1967-71 |
| 6                    | Francisco López Sanz     | 16    | 1965-68 |
| 6                    | Ignacio Romero Raizábal  | 16    | 1962-68 |
| 8                    | Antonio Segura Helechos  | 13    | 1963-69 |
| 9                    | Ramón Rodon Guinjoán     | 11    | 1967-70 |
| 9                    | Inocencio Zalba Elizalde | 11    | 1966-68 |

Hay casi 200 nombres que aparecen como colaboradores, aunque algunos podrían ser seudónimos de los mismos individuos; unos 150 autores contribuyeron con menos de 3 escritos y aproximadamente 10 firmó al menos 10 artículos. Destacan dos autores: Raimundo de Miguel y Pedro J. Zabala. Ambos contribuyeron con más de 30 escritos, mayoritariamente artículos importantes que abordan cuestiones políticas claves, y ambos comenzaron a publicar en Montejurra a mediados de los 60. Su prominencia demuestra también la coexistencia de dos visiones políticas: de Miguel era un tradicionalista, Zabala surgió como teórico clave del progresismo. Además, otros colaboradores importantes pueden ser considerados consiguientemente. El anterior grupo incluye a Francisco López Sanz, Ignacio Romero Raizabal, Antonio Segura Ferns, Inocencio Zalba Elizalde, Antonio Maria Solís García y Ramón Rodón Guinjoan. Excepto el último, todos miembros de generaciones más viejas que vivieron durante la Guerra Civil morirían antes de que príncipe Carlos Hugo sellara la dominación progresista creando el Partido Carlista, o rechazaron unirse al mismo. Por otro lado, estaba José Carlos Clemente y Evaristo Olcina Jiménez, en aquel tiempo jóvenes que maduraron durante el franquismo inicial; junto con Zabala demostraron ser fundamentales en la construcción de una base teórica para la plataforma socialista defendida por el príncipe Carlos Hugo.

## Temáticas claves
Después de pasar su fase inicial y al alcanzar un formato más maduro, los temas de Montejurra ofrecieron un contenido diversificado. Hubo componentes fijos: editorial, cartas de los lectores y periódicamente varias columnas y rúbricas dedicadas a historia, literatura, temas sociales u otros temas, generalmente escritos por los mismos autores –por ejemplo, Clemente dirige la sección Página literaria. Aunque la revista Montejurra estaba dirigida a un público joven, las secciones sobre moda y deportes aparecieron muy brevemente y fueron finalmente abandonadas. Pocas páginas solían reconocer eventos recientes dentro del movimiento, aunque las reuniones populares y las actividades de Borbón-Parma eran claramente preferidas a las reuniones cerradas de los líderes del partido. Un acto atrajo particular atención: la reunión carlista en Montejurra fue discutida invariablemente extensamente en uno o dos temas de primavera, en etapas posteriores con una gran cobertura fotográfica. El espacio restante se dividió entre pequeñas contribuciones tipo folletón, ensayos medianos, entrevistas y piezas teóricas más grandes. La atención se centró claramente en España y sus problemas internos, aunque especialmente en etapas posteriores se dedicó cierta atención a la política internacional. En general, Montejurra siguió siendo un periódico bastante híbrido, con elementos de diferentes extremos del espectro de medios combinados; iban desde sofisticados teóricos políticos mensuales, hasta revistas culturales o religiosas, revistas ilustradas de noticias, fanzine militante hasta personas o incluso reseñas de celebridades.

### Los Borbón-Parma
El único hilo que claramente dominó durante toda la vida de Montejurra y que eclipsa a todos los demás temas fue la exaltación de la familia Borbón-Parma, con una perspectiva velada del príncipe Carlos Hugo asumiendo el trono español constantemente en el fondo. Cada tema contenía referencias omnipresentes a miembros de la familia; A medida que el mes asumía un formato tecnológicamente más avanzado, las fotografías de Borbón-Parmas estaban salpicando cada vez más las páginas. A veces podría parecer que Montejurra era una especie de boletín familiar de Borbón-Parma. De 1960 a 1971, miembros de la familia aparecieron 673 veces en fotos, en promedio 6 veces por número. No todos recibieron el mismo trato: el príncipe Carlos Hugo se mantuvo a la vanguardia con 220 fotos, a su esposa Irene se la reprodujo en 194 fotos, sus hermanas aparecieron 152 veces, su padre, el rey carlista Don Javier, apareció fotografiado 67 veces y su madre, en 40 ocasiones; en comparación, el dirigente político carlista José María Valiente fue retratado 22 veces. Los editores de Montejurra parecían perfectamente conscientes de las características de la sociedad de consumo. Aparte de notas de acontecimientos oficiales como conferencias, visitas o sermones, adecuaron el tema como una serie de exclusivas mediáticas, por ejemplo, el príncipe como minero, paracaidista o corriendo delante de los toros en los Sanfermines; a veces Montejurra parecía más una revista del corazón, con amplias historias de ocio o fiestas aristocráticos o acontecimientos de ocio, ya fuese los Borbón-Parma en estaciones de esquí o durante sus excursiones en yate. La cobertura masiva de la esposa y hermanas de Carlos Hugo, todas en sus ventitantos años, demuestra que los editores de Montejurra eran plenamente conscientes que las fotos de mujeres jóvenes hacia atractivo el contenido para muchos lectores.

### El franquismo

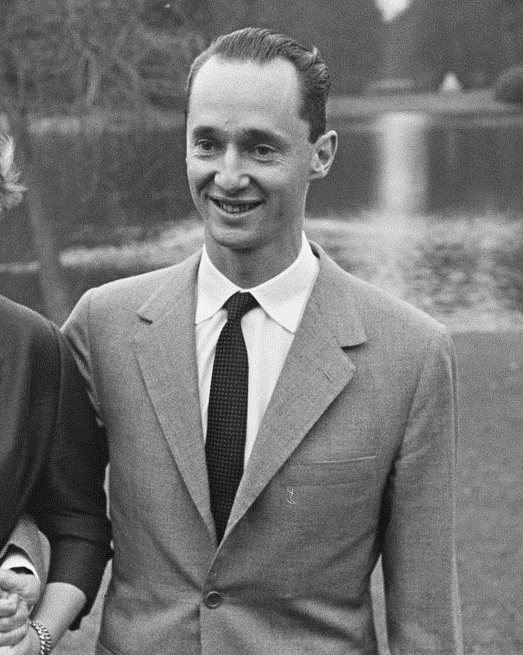
El príncipe Carlos Hugo.

Hasta mediados de los 50 el Carlismo permaneció en oposición al régimen, sus velados puestos institucionales apenas tolerados por la administración. En 1955-1957 esta estrategia fue reemplazada por una cooperación cautelosa. El príncipe Carlos Hugo se unió la nueva plataforma y sus declaraciones públicas sonaron como una oferta a Franco, con vagas esperanzas dinásticas en el trasfondo. El acercamiento produjo algunas concesiones visibles en parte del régimen, y la luz verde para unas cuantas publicaciones carlistas era una de ellas. Hasta mediados de la década de 1960 Montejurra siguió una táctica cuidadosa. La publicación mensual subrayaba la autodefinición oficial del sistema como una monarquía representativa y social e intentaba enfatizar los hilos reales tanto como fuera posible. Por otro lado, si bien era leal a Franco, la publicación mensual prefería evitar la exaltación del caudillo, para restar énfasis al falangismo y para marcar distancias de sus características dictatoriales. La oficina de censura fue suspicaz e impuso algunas restricciones para impedir la propaganda dinástica. Cuando a mediados de los 60 se hace evidente que Carlos Hugo perdía la carrera por los favores de Franco frente a Juan Carlos, Montejurra se volvió cada vez más firme; esto, a su vez, produjo problemas con la censura, y la segunda mitad de la década estuvo marcada por escalada de tensión. En 1968, tras la expulsión de Carlos Hugo, Montejurra se mostró abiertamente crítica con el régimen; aunque la "Cruzada" fue exaltada ya en 1969, la tensión mutó en una guerra. El cambio de década trajo constantes intervenciones administrativas y multas, que culminaron en la retirada eventual de la licencia.

### Temáticas sociales
Desde el inicio Montejurra prestó atención a cuestiones sociales como el salario mínimo, un asunto poco característico del Carlismo hasta el momento; se puso atención especial al medio rural y algunos autores defendieron incluso "expropriación forzosa de los latifundios". En artículos aislados, pero que aparecieron sistemáticamente, la revista arrampló contra el «capitalismo codicioso», pero también ridiculizaron la «aberración del comunismo y socialismo». Tanto el marxismo como el capitalismo fueron denunciados como dos formas de explotación de las clases trabajadoras, aunque cuándo el diario Ya afirmó que Montejurra buscaba "una tercera España", los redactores objetaron. Aun así, de hecho, la revista parecería postularse más tarde de forma equidistante entre los modelos capitalistas y comunistas, publicando artículos que denunciaban tanto la penetración del capital estadounidense en España a finales de los 60 como el colapso de la economía controlada en Polonia de 1970. Su militancia social se hacía cada vez más visible. Las cuestiones de la reforma agraria, discutidas principalmente por Zabala y Olcina, ganaron una sección dedicada y aparecieron regularmente. Estos planteamientos teóricos se ocupaban cada vez más de la justicia social, de las personas trabajadoras, sus derechos y la defensa contra explotación. Las nuevas organizaciones de trabajadores carlistas, como MOT, obtuvieron cada vez más atención. Sin embargo, hasta 1971 Montejurra no abogó por un único modelo concreto y muchos de sus redactores tradicionalistas no asumieron el socialismo, si bien hablaron a favor del «sociedalismo», un término acuñado a finales del siglo XIX por el teórico carlista Juan Vázquez de Mella.

### Régimen político
Montejurra era claramente un publicación monárquica y, dentro de límites permitidos por la censura franquista, explotaba constantemente la autodefinición adoptada oficialmente de España como "monarquía", invariablemente en relación con la dinastía Borbón-Parma. Otras características del régimen existente se desestimaron, aunque no se cuestionaron. De vez en cuando, la democracia orgánica aplaudía mensualmente, un modelo de representación adoptado durante el franquismo, en oposición al "parlamentarismo inoperante" de otros estados de Europa occidental. Sin embargo, el enfoque fue cambiando con el tiempo, como lo demuestra el uso del término "democracia". Hasta 1964, rara vez aparecía, en promedio 4 veces por tema, y generalmente en un contexto sospechoso o abiertamente hostil, por ejemplo, como "la llamada democracia"; Zabala llamó a la democracia, junto con el totalitarismo, un hijo natural de la demagogia liberal y Don Juan que participó en el congreso de la oposición de Múnich de 1962, fue criticado por sus compañeros democráticos. En 1965-1968 se hizo referencia a la democracia entre 12 y 15 veces en cada tema, durante esta fase en uso cada vez más ambiguo. Finalmente, desde 1969 la "democracia" se convirtió en un tema dominante con 23-25 veces por tema, ya claramente como un objetivo perseguido; si calificaba, ya no aparecía como "orgánica" sino como "carlista", "autárquica", "nueva", "social", "directa", "del pueblo" y similares. La visión democrática perseguida nunca se ha especificado claramente, aunque parecía ser distinta de todos los modelos existentes, también de Europa occidental, como lo demuestra el supuesto "antipartidismo" del carlismo.

### Religión

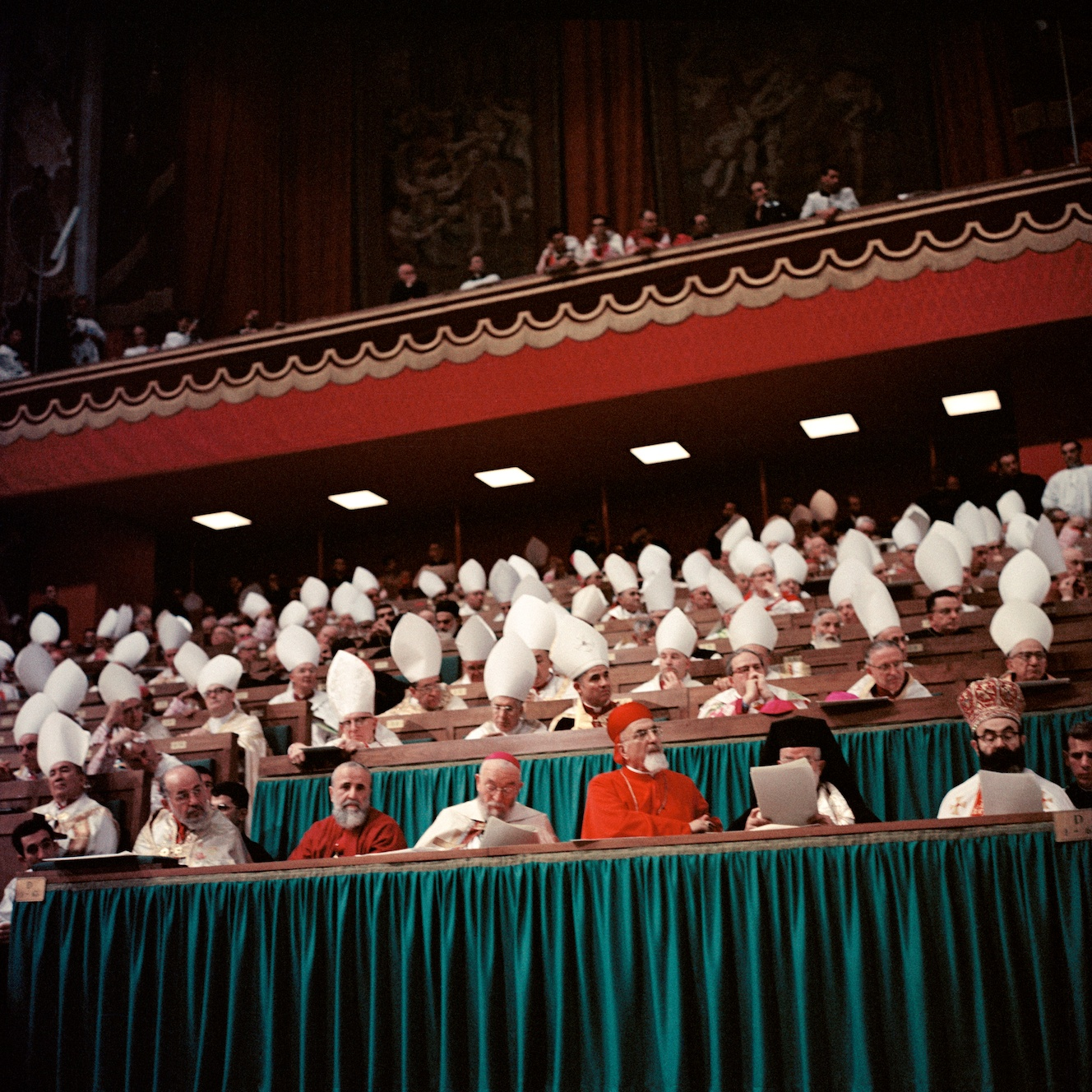
Una de las sesiones del Concilio Vaticano II.

Como componente clave de la perspectiva carlista, la religión fue uno de los principales hilos que aparecieron en Montejurra , invariablemente presentada como ortodoxia católica. La mayoría de los temas contenían información sobre fiestas religiosas a las que asistieron los carlistas, entrevistas con jerarquías, fotografías relacionadas y ensayos teóricos. Sin embargo, en el transcurso de la década, la religión se convirtió en un desafío. A principios de los años sesenta, Montejurra presentó una versión tradicionalista del cristianismo, componente integral del Alzamiento Nacional y base del gobierno de paz y justicia en España después de 1939; varios autores se mostraron escépticos sobre los desafíos extranjeros a "nuestro patrimonio espiritual", por ejemplo, planteados por el turismo extranjero, e incluso aparecieron temáticas antimasónicas. La democracia cristiana, especialmente la italiana, se convirtió en el chico expiatorio favorito y se la acusó constante y repetidamente de distorsionar el pensamiento católico y estar al servicio de Moscú. El Vaticano II trajo desconcierto. Inicialmente, las notas irónicas sobre el ecumenismo dieron paso gradualmente a una campaña abierta y vehemente contra la libertad religiosa,  pero luego Montejurra se conformó con la doctrina tradicional carlista "ni un paso atrás ni un paso adelante de la Iglesia". En términos prácticos, equivalía a la aprobación tácita de la nueva perspectiva; en 1969, el experto teórico clave de Montejurra, Zabala, afirmó abiertamente que "la libertad religiosa es el primer derecho fundamental de un hombre". Sin embargo, incluso a fines de la década de 1960, autores como Álvaro d'Ors publicaron artículos que promovían una visión tradicionalista.

### Historia
Casi todas las ediciones de Montejurra contenían una o pocas piezas que moraban en el pasado carlista; El autor especializado en el tema fue Romero Raizabal. Unos 130 años de historia carlista proporcionaron una gran variedad de episodios para elegir y su tratamiento en Montejurra no difirió significativamente del enfoque carlista habitual, con exaltación de virtudes patrióticas, sacrificio, determinación y lealtad. El período presentado regularmente fue la última Guerra Civil, que obtuvo una rúbrica titulada Estampas de la Cruzada; Pero también la tercera y la primera guerras carlistas recibieron un tratamiento extenso, presentándose los reyes y caudillos carlistas como íconos de la historia española. Los hilos históricos en Montejurra se publicaron con objetivos contemporáneos en mente, aunque no está claro si autores como Romero Raizabal eran conscientes de esta estrategia a largo plazo. Las referencias al pasado glorioso sirvieron como medios para mantener la movilización entre los miembros de la base. También se suponía que debían proporcionar credenciales carlistas sólidas a la publicación mensual, que avanzaba cada vez más en una nueva agenda y cuyos líderes a veces eran criticados por desviarse de la ortodoxia del partido. La lealtad inquebrantable a los reyes carlistas, constantemente subrayada como una virtud clave, siguió siendo fundamental para consolidar las filas detrás de Borbón-Parmas; La fidelidad a la dinastía legítima jugó un papel importante en la estrategia progresista de tomar el control del movimiento. Finalmente, los ensayos teóricos sobre la historia carlista se calibraron para enfatizar los hilos útiles en el avance de la propia agenda ideológica y presentaron el carlismo como un movimiento de protesta social.

### Polémicas
Como ya a principios de la década de 1960, Montejurra estaba avanzando en conceptos, hilos y retórica que despertaron muchas dudas, el informe mensual fue objeto de sospecha entre los expertos carlistas. En 1963, algunos intelectuales tradicionalistas se agruparon en torno a una crítica. Siempre despertó abiertamente la alarma, presentando la publicación mensual como un vehículo de los secretarios de Carlos Hugo en su apuesta por el poder en el movimiento. Aunque Montejurra evitó la confrontación abierta con los tradicionalistas esta vez, el consejo editorial respondió: Característicamente, la publicación mensual se presentaba como representante de la ortodoxia contra las heterodoxas, no al revés, y usaba la lealtad al reclamante como criterio para medir la fidelidad a la doctrina. La estrategia general de atenuar las controversias se utilizó también más tarde y, en lugar de contar con secesiones y deserciones en el partido, Montejurra tendió a ignorarlas. La expulsión del principal enemigo de los progresistas, Zamanillo , se pasó por alto en silencio, y se mencionó a Zamanillo como si nada hubiera sucedido hasta 1964. Los tradicionalistas, ya convencidos de que la publicación mensual estaba controlada por disidentes de izquierda subversivos , intentó montar una contraofensiva; durante un congreso carlista masivo de 1966, su propuesta formal fue que "la revisión de Montejurra debe considerarse carlista, pero no una autoridad doctrinal para la Comunión Tradicionalista". La oferta fracasó, pero también más tarde Montejurra no desafió abiertamente ni criticó a los tradicionalistas; artículos de sus principales intelectuales como Rafael Gambra se imprimieron en Montejurra ya en 1967{sfn|García Riol|2015|p=140}}</ref> y hasta finales de los años sesenta Montejurra podría haber parecido "un mosaico" de perspectivas no necesariamente compatibles.

## Impacto

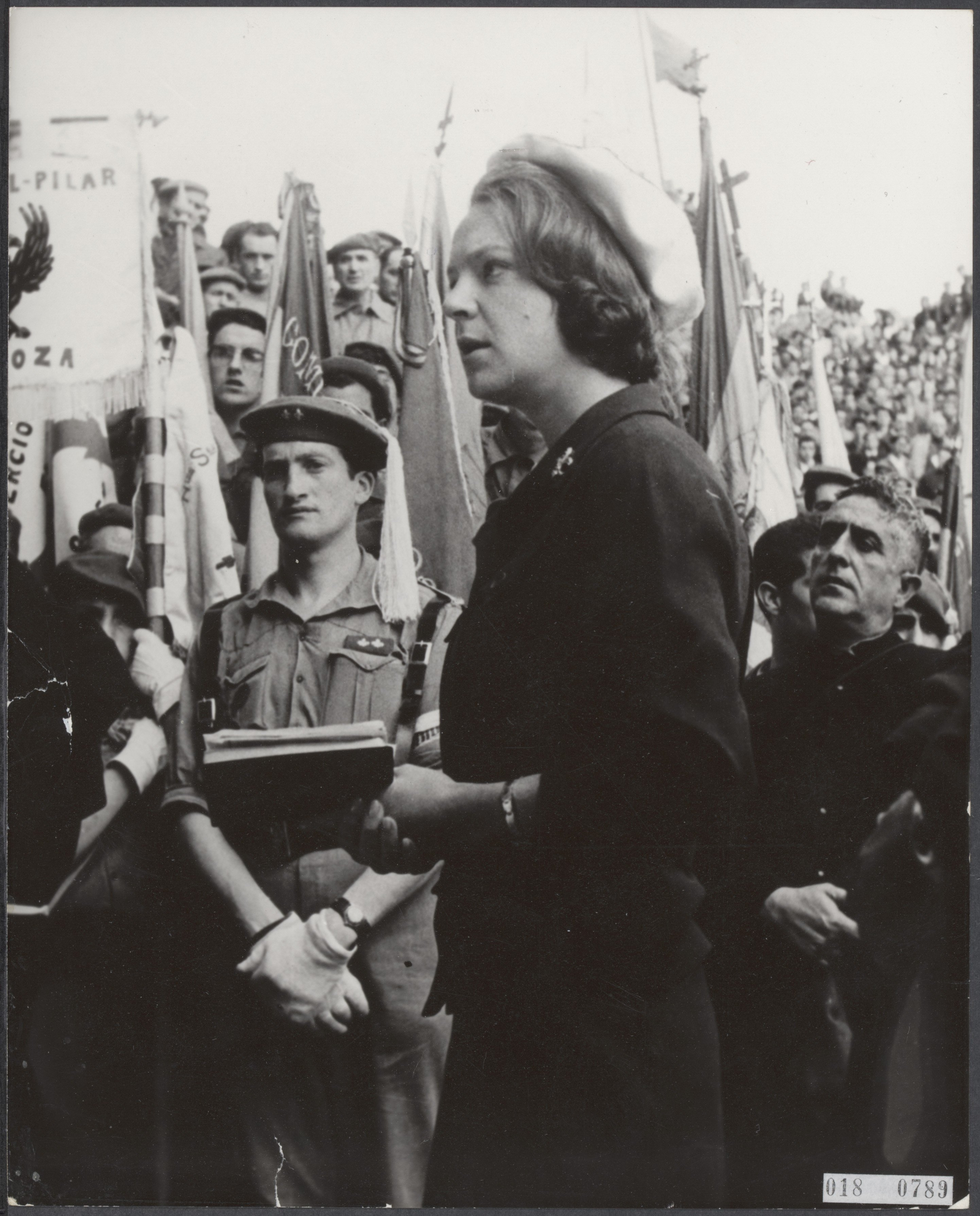
Irene de los Países Bajos, esposa de Carlos Hugo, en los actos de Montejurra de 1965.

Montejurra tuvo poco o ningún impacto en el mercado español en general; no estaba cerca del papel de una importante plataforma de discusión, realizada por revisiones mensuales como Cuadernos para el Diálogo o El Ciervo. Sin embargo, fue vital para el carlismo de la década de 1960. Bastante popular eentre la generación de militantes de partidos jóvenes y de mediana edad, junto con otras publicaciones periódicas creadas a fines de los años 50 y 60, como Información Mensual , Azada y Asta y Esfuerzo Común , sirvieron como clave canal de información dentro del movimiento. Algunos estudiosos afirman que Montejurra fue la publicación carlista más importante desde la guerra civil; la afirmación difícilmente puede verificarse, sin embargo, queda claro que ninguna publicación de una parte podría haberse comparado con Montejurra en términos de popularidad, el éxito resultante de su formato de revista ilustrada a color editada profesionalmente. Otros académicos siguen siendo más cautelosos y, aunque consideran que la publicación mensual es realmente vital para los carlistas, notan que no marcó la pauta sino que simplemente siguió la dirección política marcada por las publicaciones periódicas de otros partidos, especialmente Información Mensual.
En general, se acepta que Montejurra contribuyó a una gran transformación del carlismo de la época. La publicación mensual ayudó a educar a una generación de jóvenes militantes que entendían el carlismo como un movimiento socialista de protesta; resultó instrumental para la toma del movimiento progresista y la marginación gradual de los tradicionalistas. Sin embargo, no está claro si Montejurra fue desde el principio una plataforma controlada por los partidarios del príncipe Carlos Hugo o si fue más bien una plataforma de primera coexistencia y luego competencia entre los tradicionalistas y los progresistas, y este último asumió el control. ventaja alrededor de 1968. En el primer caso, los hilos ortodoxos seleccionados habrían sido un camuflaje y una palanca que permitiría un giro hacia la izquierda. En el último caso, los hilos ortodoxos habrían estado presentes debido a la composición inicialmente altamente heterogénea y equilibrada del consejo editorial. No está claro si los autores tradicionalistas como De Miguel, López Sanz o Romero Raizabal fueron manipulados por los progresistas tirando de los hilos, como Massó, Zabala o Clemente, o si la presencia de dos grupos en Montejurra demostró que lo viejo cedía gradualmente a lo nuevo en Carlismo de los años sesenta.